# Mindszenti Ödön
dr. Mindszenti Ödön (eredeti neve: Szvoboda Ödön Péter Ignác; 1945-ig) (Mindszent, 1908. május 9. – Budapest, 1955. szeptember 9.) magyar operaénekes (bariton).

## Életpályája
Szülei: Szvoboda Ödön és Gelsy Vilma voltak. Torday S. Blanka tanítványa volt. Ezután a Liszt Ferenc Zeneművészeti Főiskolán tanult énekelni. A Pázmány Péter Tudományegyetem középiskolai tanári oklevelet is szerzett. Rómában ókori történelmet tanult, egyúttal Rodolpho Marsiglinál fejlesztette tovább énekhangját. Középiskolai tanár volt. 1946–1948 között az Endre Béla-féle vígopera-együttes tagja volt. 1946–1955 között a Magyar Állami Operaház tagja volt.
Leginkább olasz operákban volt látható. Ismert magyar nótaénekes volt. Tagja volt a Gyóni Géza Irodalmi Társaságnak, a Dankó Pista Zenei Társaságnak, a Zeneszerzők és Írók csoportjának és a IX. cserkészkerület Intéző Bizottságnak.

## Magánélete
1936. október 4-én Budapesten házasságot kötött Salgó Jankával.
Sírja a Farkasréti temetőben található (28/2-2-61).

## Színházi szerepei
A Színházi Adattárban regisztrált bemutatóinak száma: 4.
- Mozart: Varázsfuvola....Papageno
- Kodály Zoltán: Czinka Panna....Jávorka futára
- Ránki György: Pomádé király új ruhája....Miska
- Mejtusz: Az ifjú gárda....Jevgenyij Sztáhovics